# Sevendust (album)
Sevendust è l'album di debutto dell'omonimo gruppo alternative metal, uscito il 15 aprile 1997.
Il disco si è piazzato alla posizione numero 165 nella Billboard 200.
Dall'album sono stati estratti i singoli Black, Bitch e Too Close to Hate.
Il brano My Ruin fa parte della compilation del 1996 Mortal Kombat: More Kombat, dal film Mortal Kombat, in cui il gruppo ha il precedente nome Crawlspace.

## Tracce
1. Black – 4:08
2. Bitch – 3:41
3. Terminator – 4:54
4. Too Close to Hate – 4:48
5. Wired – 3:55
6. Prayer – 4:18
7. Face – 4:47
8. Speak – 3:28
9. Will It Bleed – 4:51
10. My Ruin – 5:38
11. Born to Die – 3:59

Durata totale: 48:27

### Definitive Edition
1. Breathe – 3:17
2. School's Out (Alice Cooper cover) – 3:22
3. Bitch (Live) – 4:01
4. Prayer (Live) – 4:13
5. Terminator (Breathe remix) – 4:37

## Formazione
- Lajon Witherspoon - voce
- John Connolly - chitarra, voce secondaria
- Clint Lowery - chitarra, voce secondaria
- Vinnie Hornsby - basso
- Morgan Rose - batteria, voce secondaria